# Beogradski Sindikat
Beogradski Sindikat (cyr. Београдски синдикат) – serbska grupa muzyczna wykonująca hip-hop. Powstała w 1999 roku w Belgradzie z połączenia zespołów Red Zmaja i „TUMZ“ (Tehnika Upravljanja Mikrofonom i Znanjem) wraz z artystami solowymi MC Flex (Feđa). i Šef Sale. Prota i DJ Iron dołączyli do zespołu odpowiednio w 2004 i 2006 roku. Są przedstawicielami tzw. drugiej fali serbskiego hip-hopu. Zespół jest właścicielem wytwórni Prohibicija.

## Członkowie zespołu
- Blažo "Žobla" Vujović - MC
- Ognjen "Ogi" Janković - MC
- Marko "Deda" Đurić - MC, producent
- Darko "Dare" Marjanović - MC
- Boško "Škabo" Ćirković - MC, producent
- Đorđe "Đolo Đolo" Jovanović - MC, reżyser teledysków, producent
- Vladimir "Dajs" Ćorluka - MC
- Feđa "Feđa" Dimović - MC, producent
- Aleksandar "Šef Sale" Karadžinović - MC, producent
- Stefan "IRon" Novović - DJ
- Aleksandar "Prota" Protić - DJ, producent

## Dyskografia
(na podstawie discogs.com.)

### Albumy studyjne
| Rok  | Album                                             |
| ---- | ------------------------------------------------- |
| 2001 | BSSST...Tišinčina - Wytwórnia: Tilt - Format: CD  |
| 2005 | Svi Zajedno - Wytwórnia: Prohibicija - Format: CD |
| 2010 | Diskretni Heroji - Wytwórnia: brak - Format: mp3  |

### EP
| Rok  | Album                                        |
| ---- | -------------------------------------------- |
| 2002 | Govedina - Wytwórnia: brak - Format: CD      |
| 2006 | Oni su - Wytwórnia: Prohibicija - Format: CD |

### Single
| Rok  | Tytuł               |
| ---- | ------------------- |
| 2015 | BS Armija           |
| 2016 | Sistem te laže      |
| 2016 | Kasno je            |
| 2017 | Sindikalna priča    |
| 2018 | Pišam po sirotinji  |
| 2018 | Dogodine u Prizrenu |
| 2020 | Sviće zora          |
| 2020 | Извини Србијо       |